# Пятничная мечеть (Джибла)

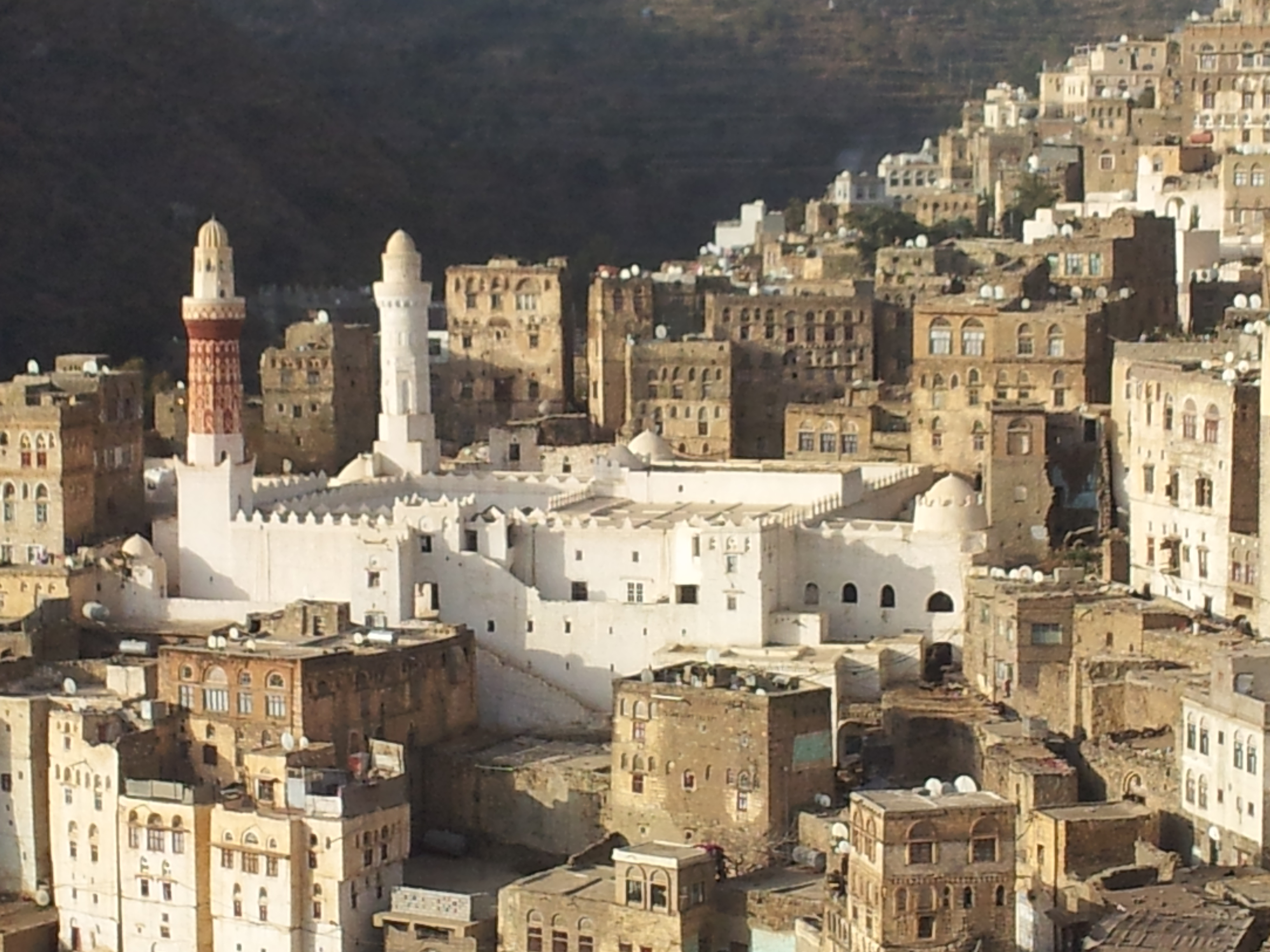
Мечеть Арва. Вид на южную сторону мечети.

Пятничная мечеть или Большая мечеть или Мечеть Арвы (иногда Большая мечеть Арвы) или мечеть Хуррат-уль-Малика — мечеть в городе Джибла в Йемене.

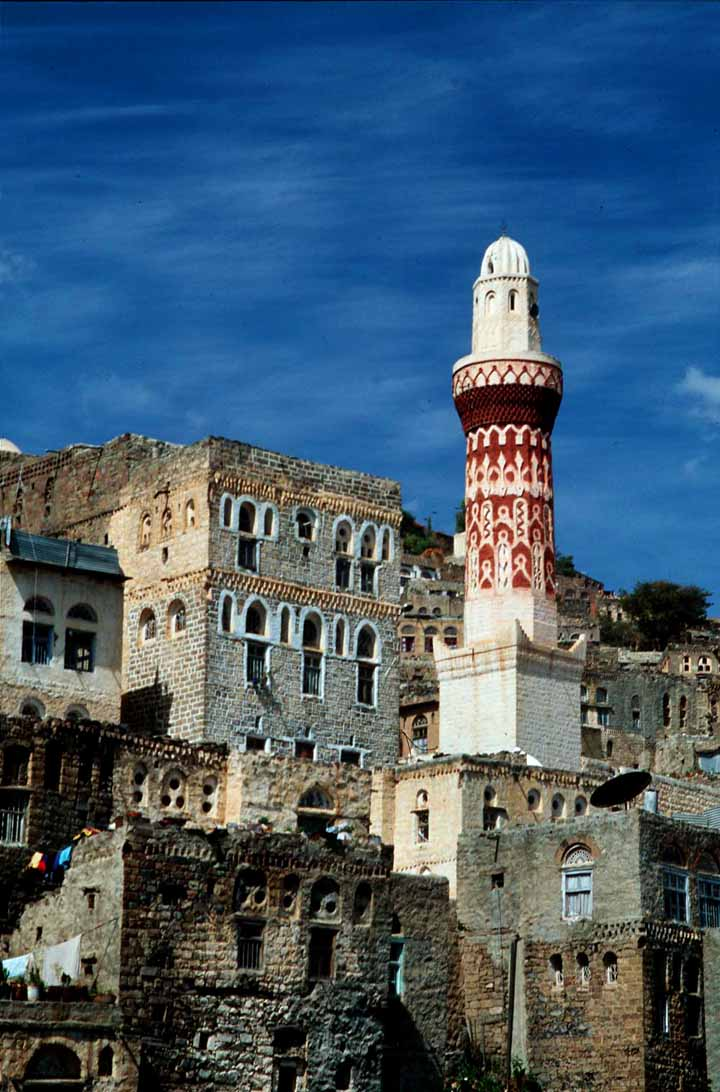
Один из минаретов мечети похож на минареты в Санаа.

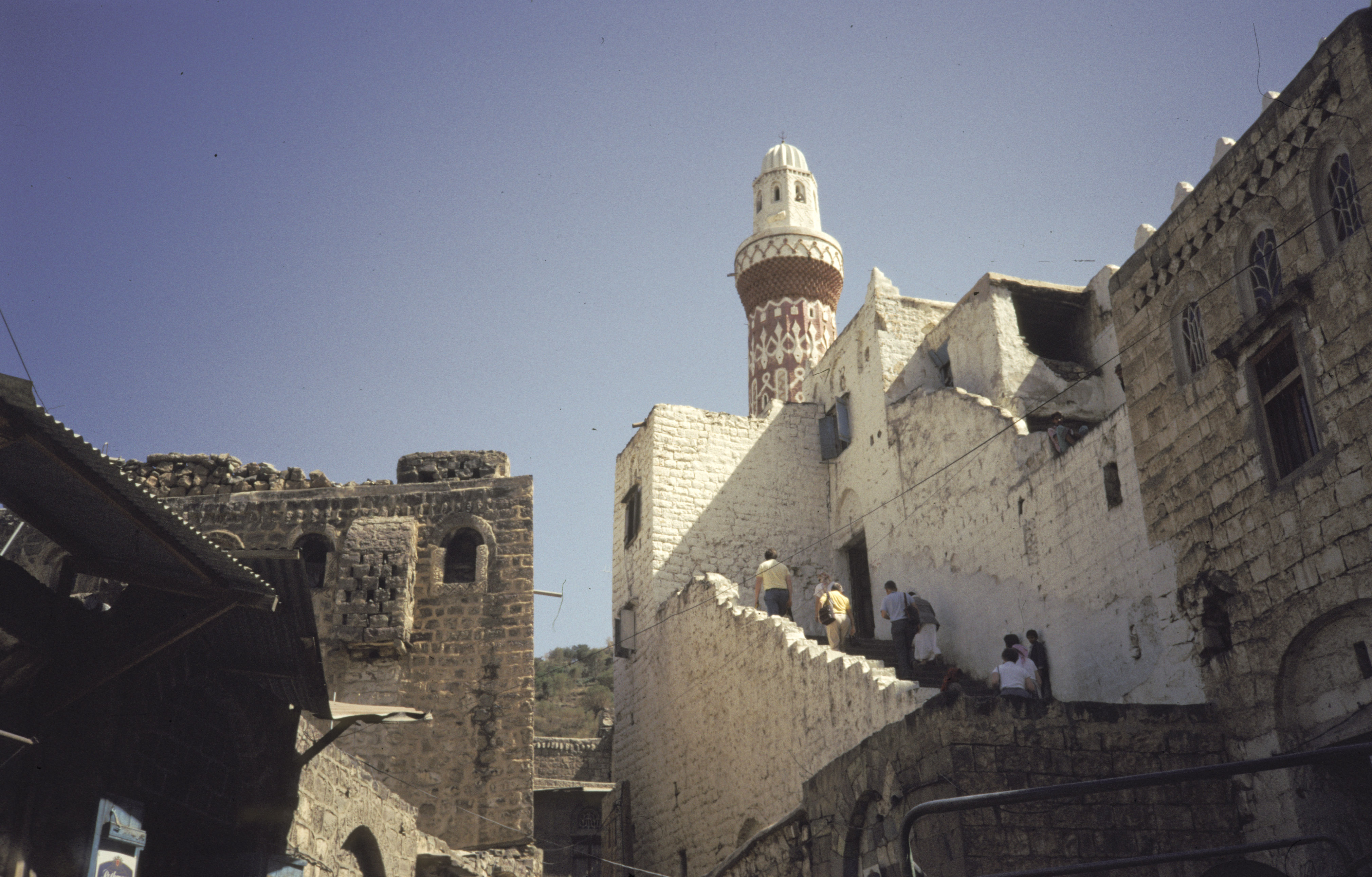
Вход в мечеть Арвы

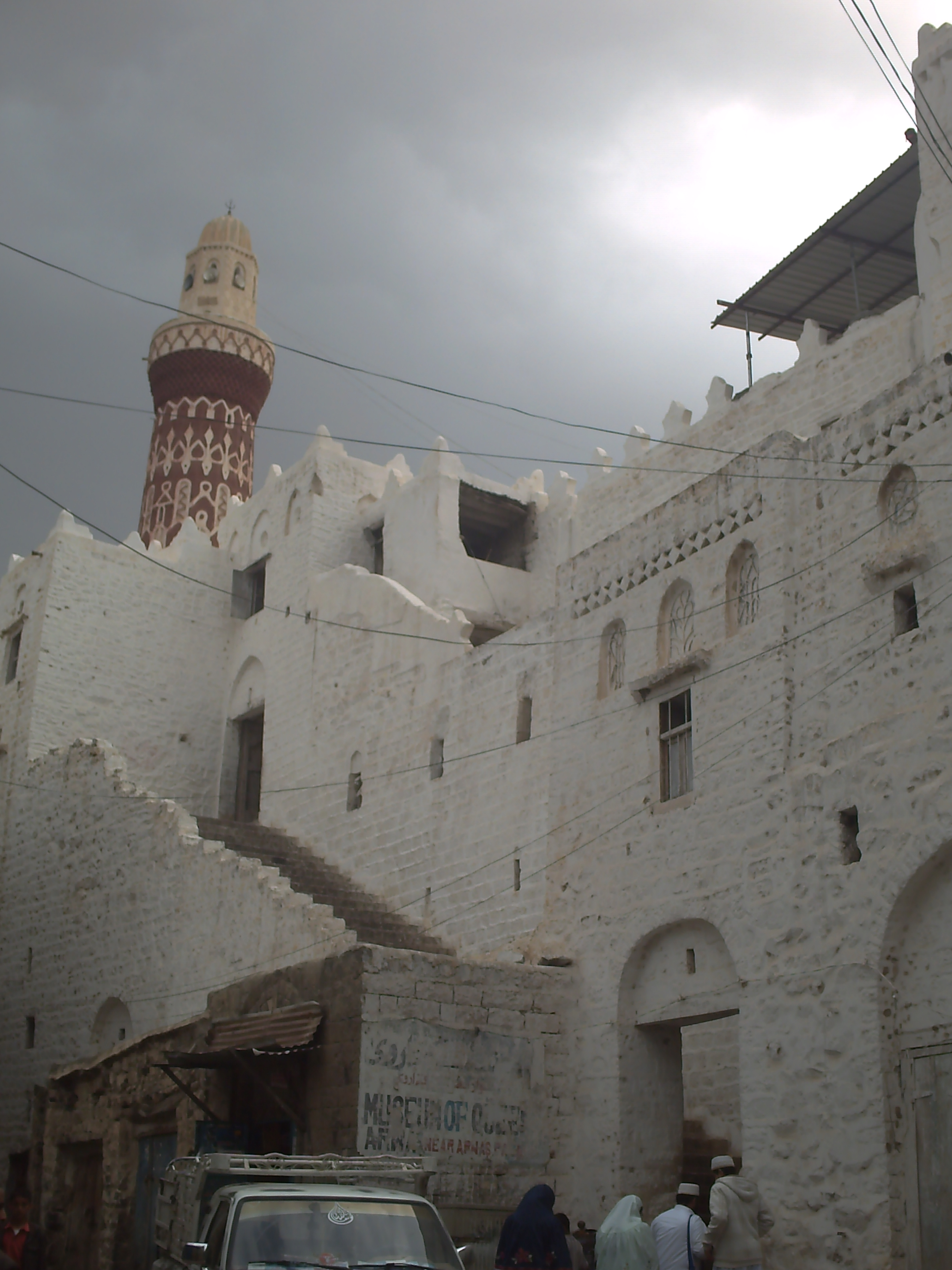
Вход в мечеть Арвы

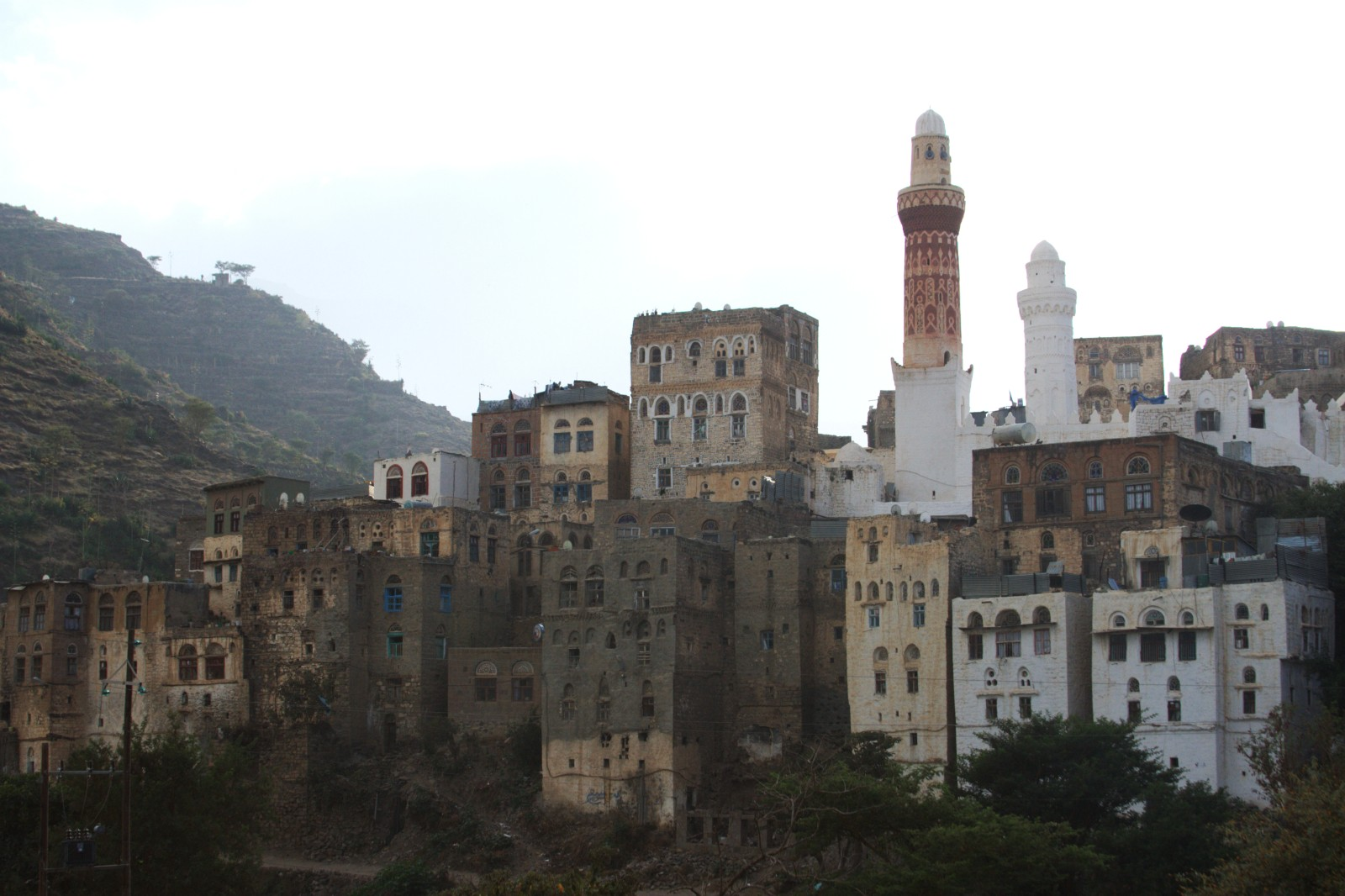
Минареты Пятничной мечети в Джибла.

## История
Есть мнение, что данная мечеть была перестроена из дворца в 1087 году, когда малика ас-Саййида аль-Хурра (часто называемая Арвой) перенесла столицу из Санаа в Джиблу. В 1088 году султан Ахмад построил в Джибле дворец для Арвы, который назвали Dar Al-E'z. Старый дворец был перестроен в Большую мечеть, где и похоронили малику Арву, которая умерла в 1138 году в возрасте 92 лет, и мечеть стали назвали её именем — мечеть Арвы.

## Описание мечети
Мечеть относится к контриярдному типу йеменских мечетей. При этом харам образует широкий центральный неф подобно мечетям этого периода в Египте. Этому есть косвенное объяснение - ведь ас-Саййида аль-Хурра при своем правлении заметно усилила идейные и политические связи с египетскими Фатимидами.

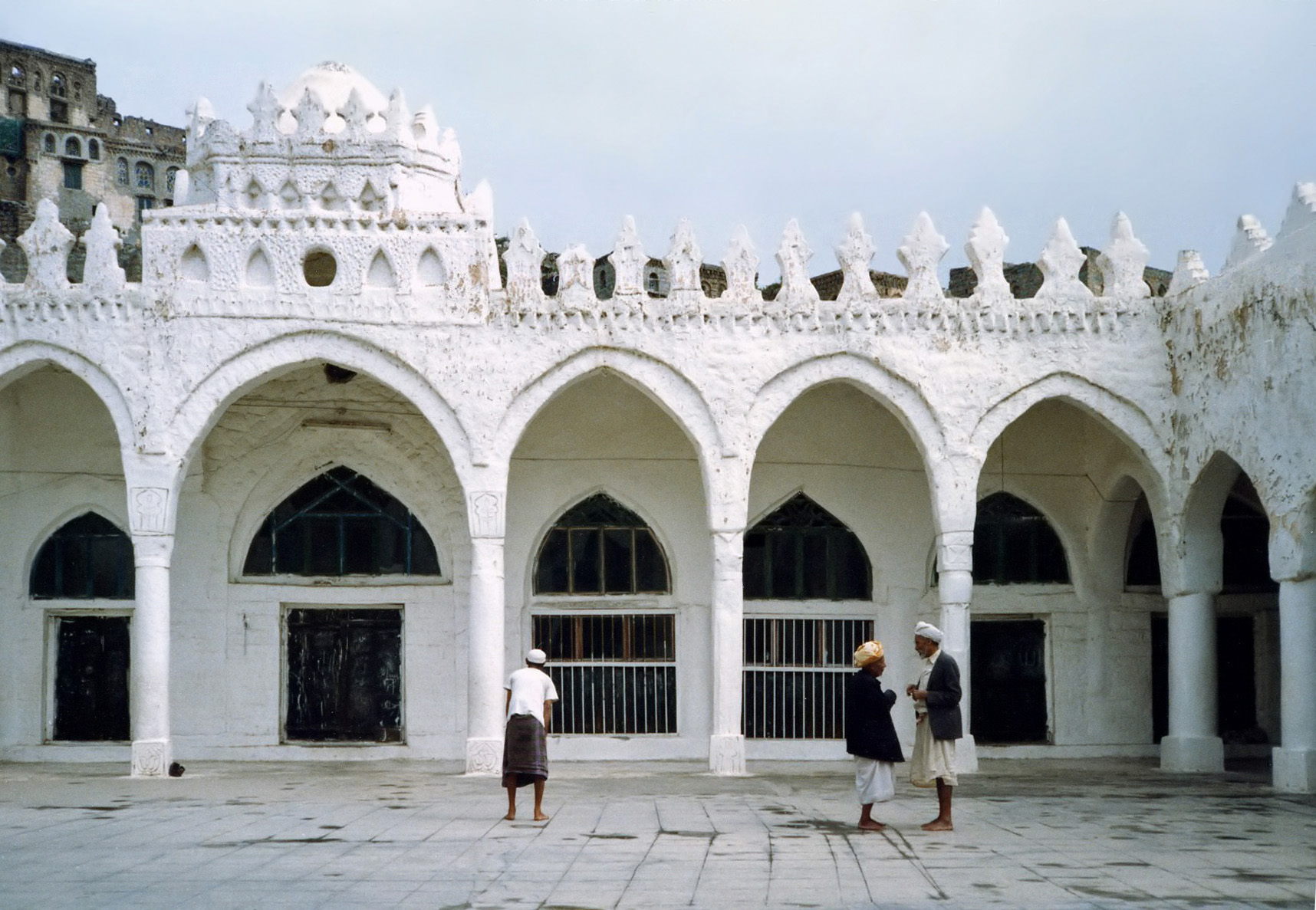
Аркада идущая по периметру внутреннего двора Пятничной мечети.

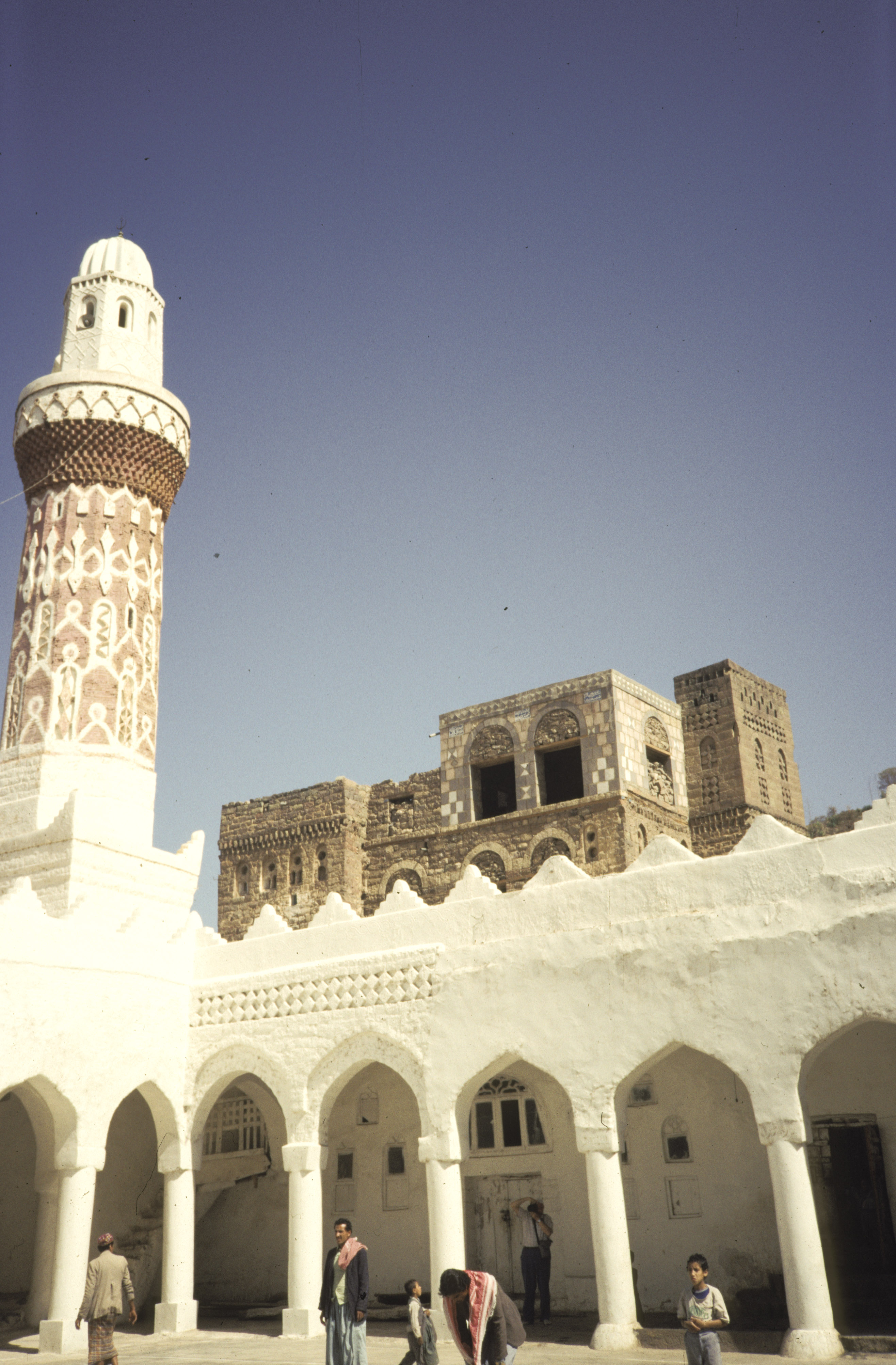
Вид на внутренний двор мечети. Минарет похож на минареты Старого Города в Санаа.

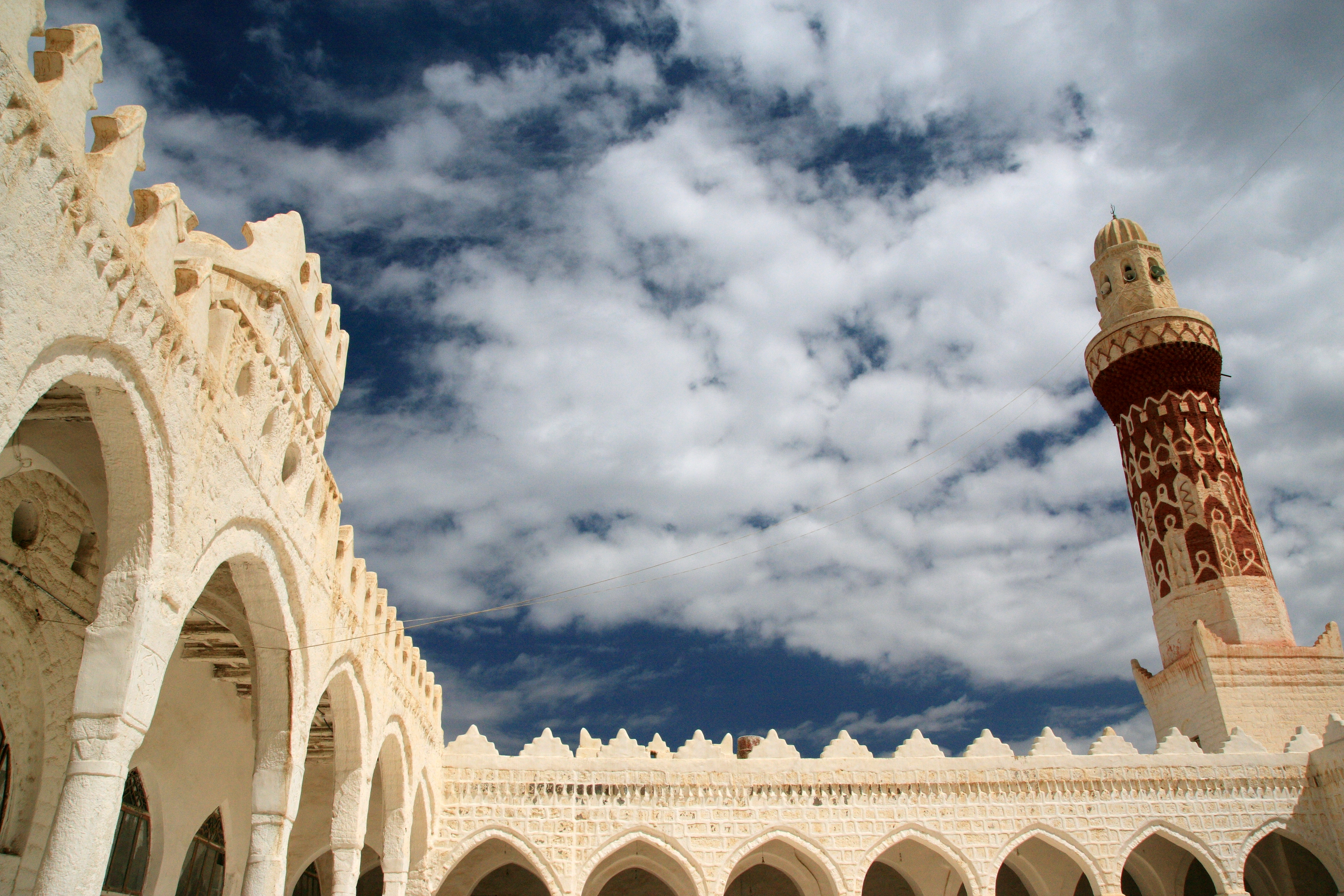
Минарет похож на минареты Старого Города в Санаа.

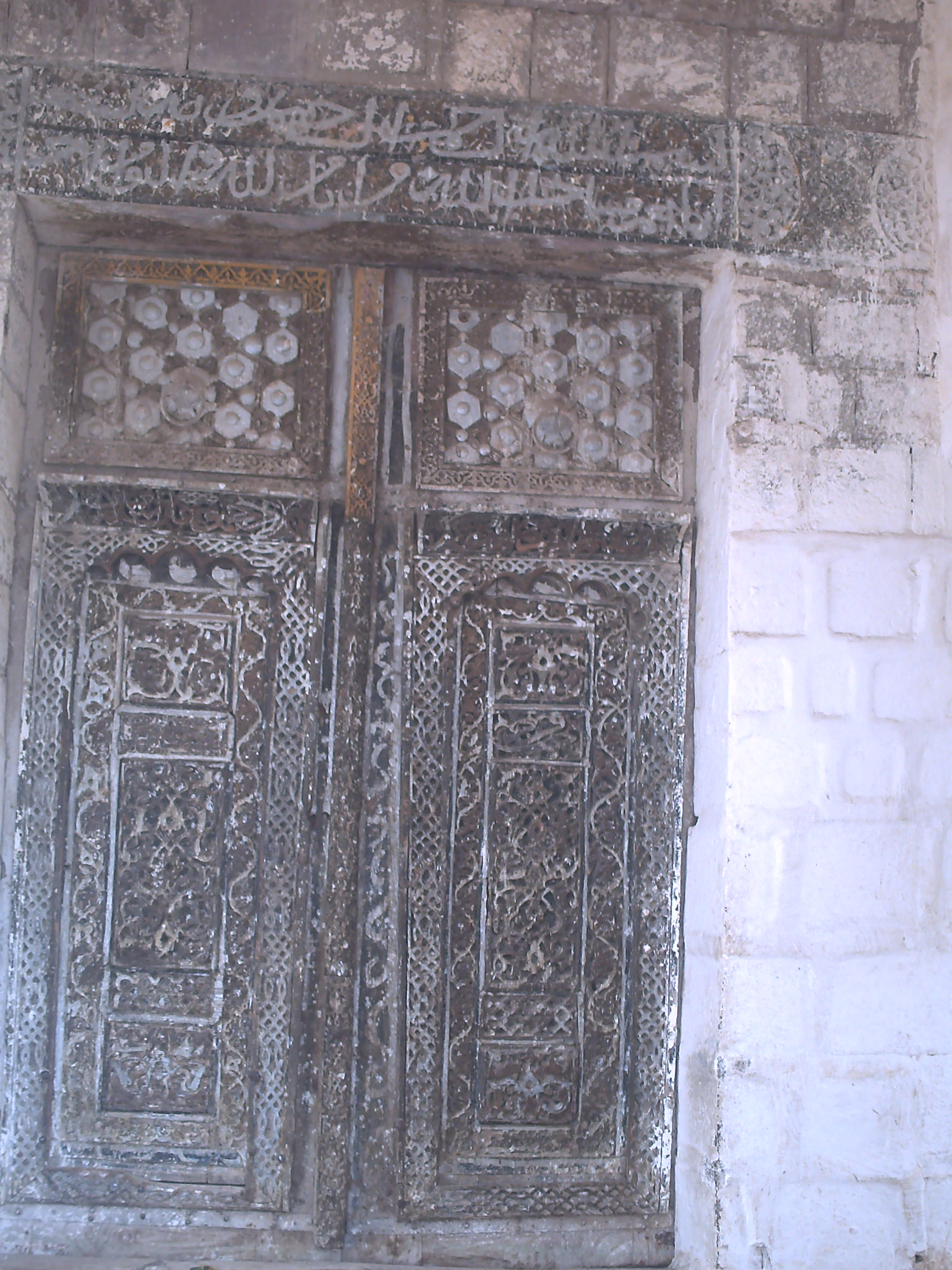
Сохранившаяся оригинальная дверь с изречениями из Корана.

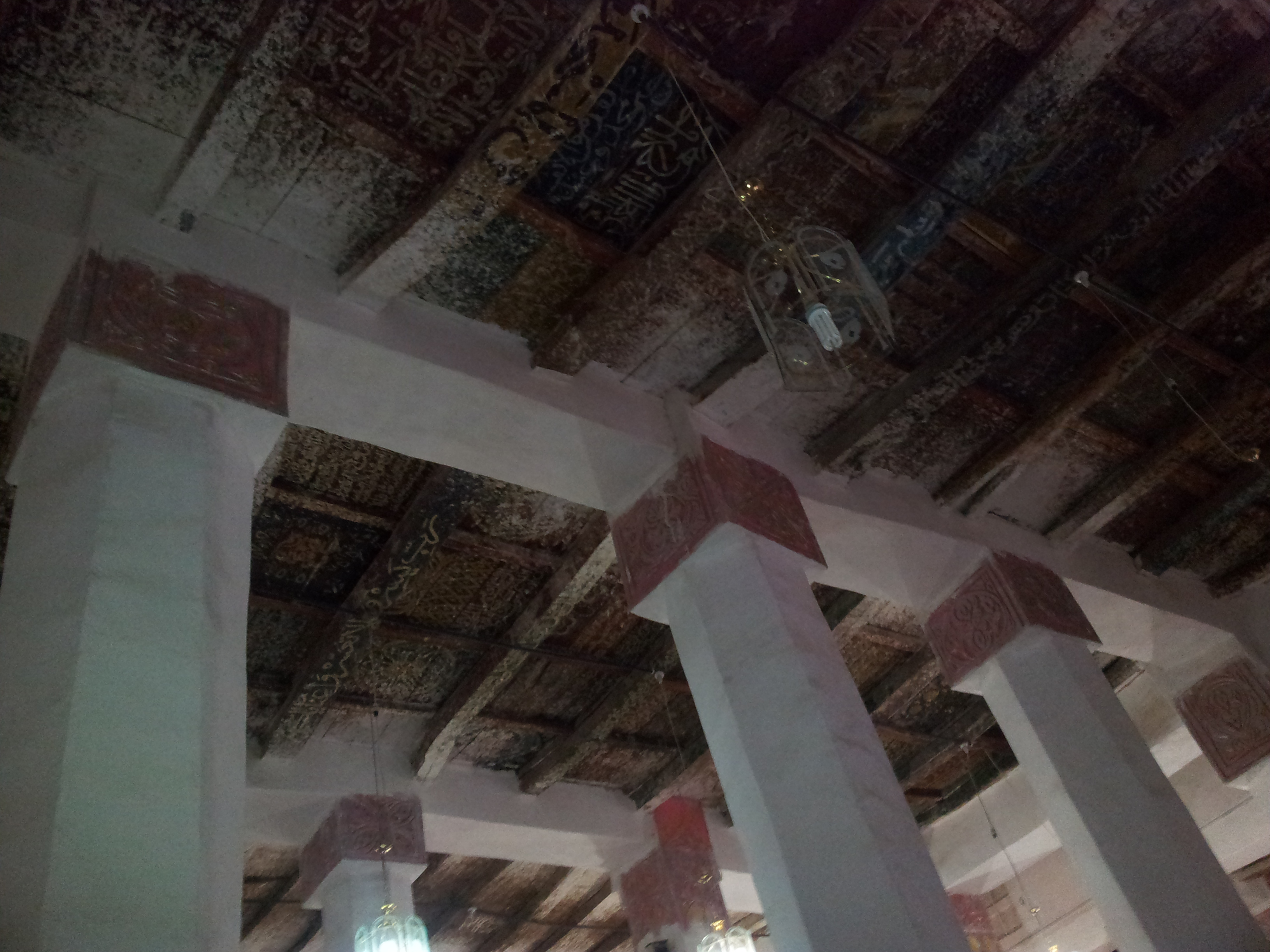
Кессоный потолок в мечети Арвы

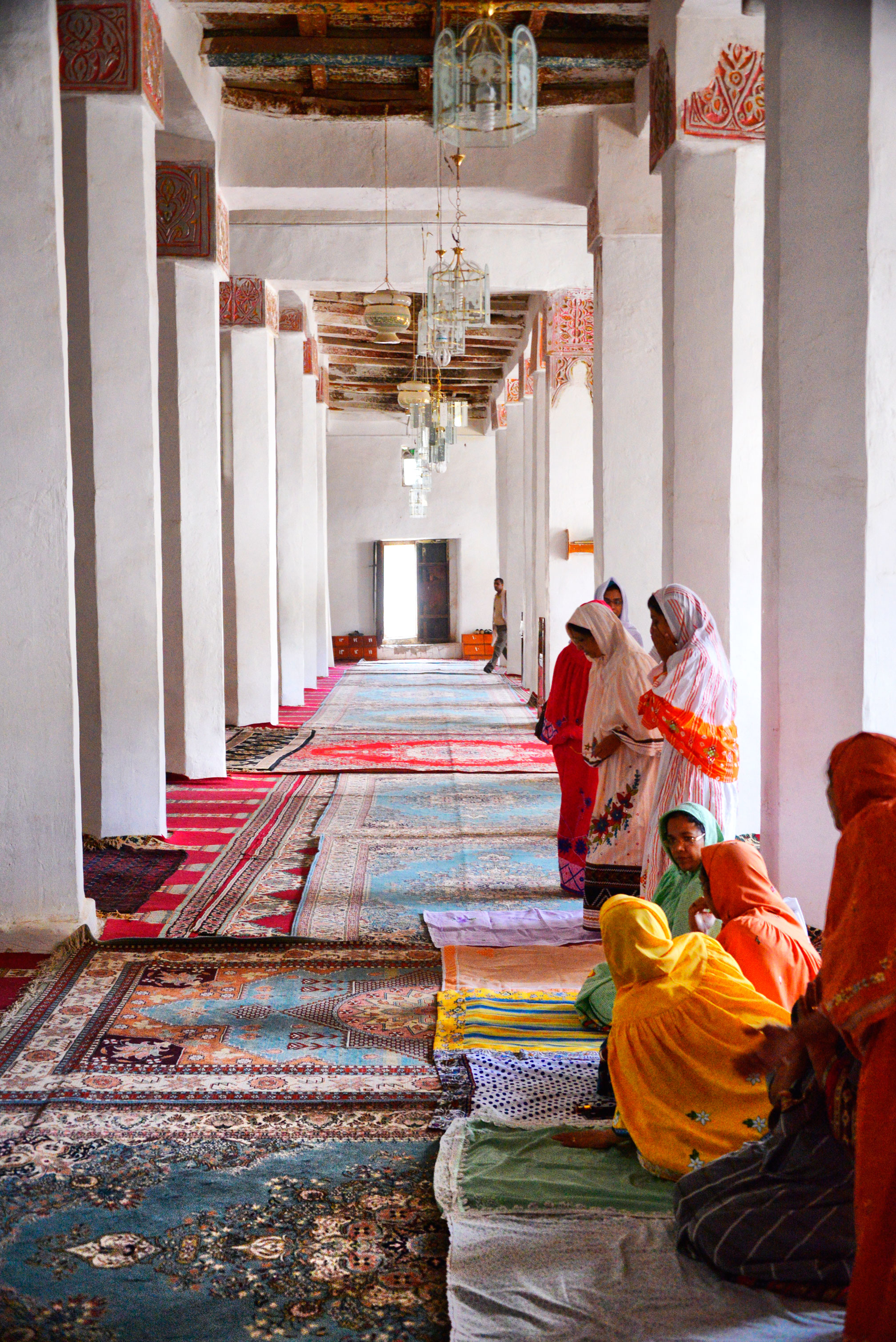
Внутри мечети Арвы

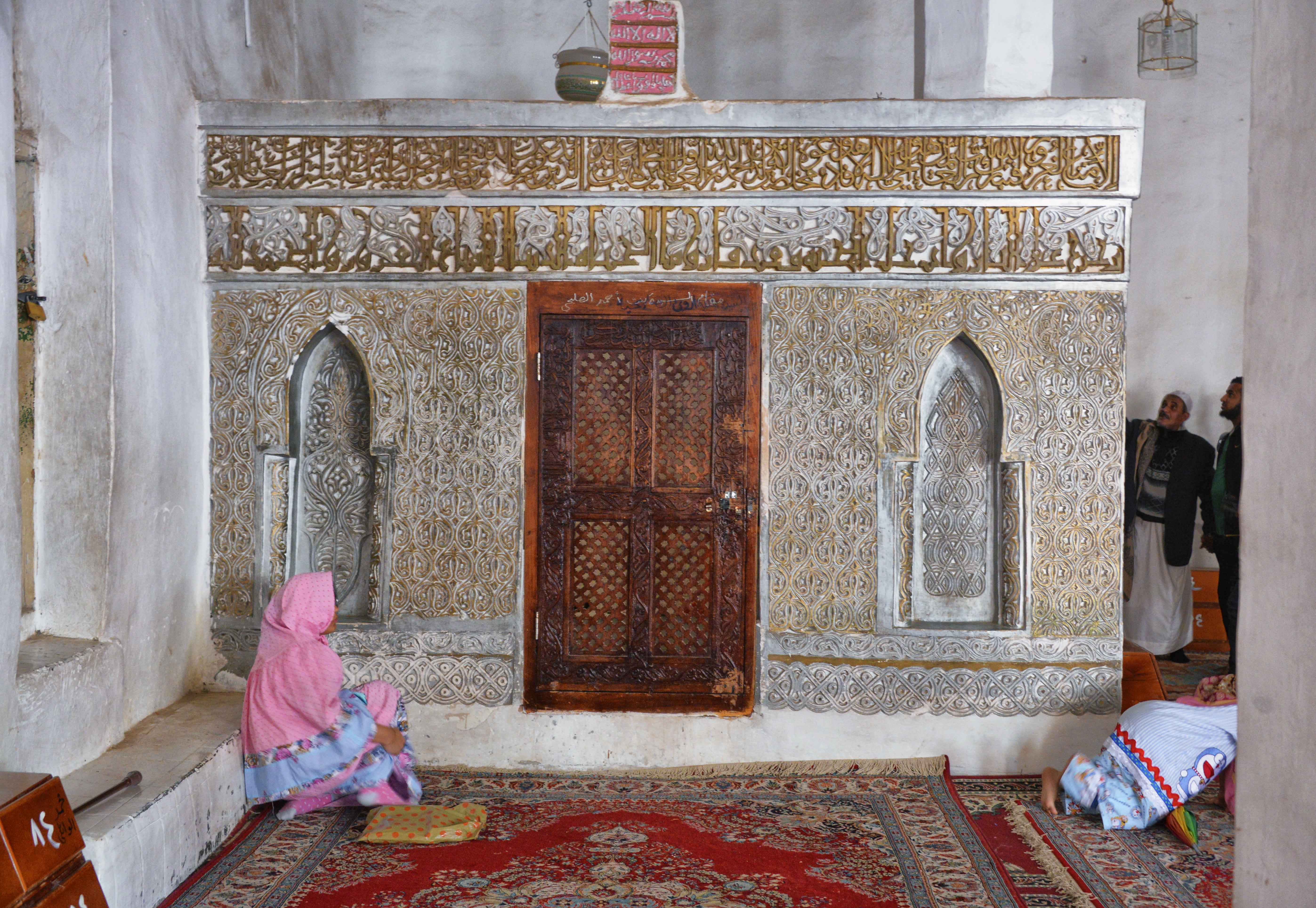
Мавзолей в Пятничной мечети.

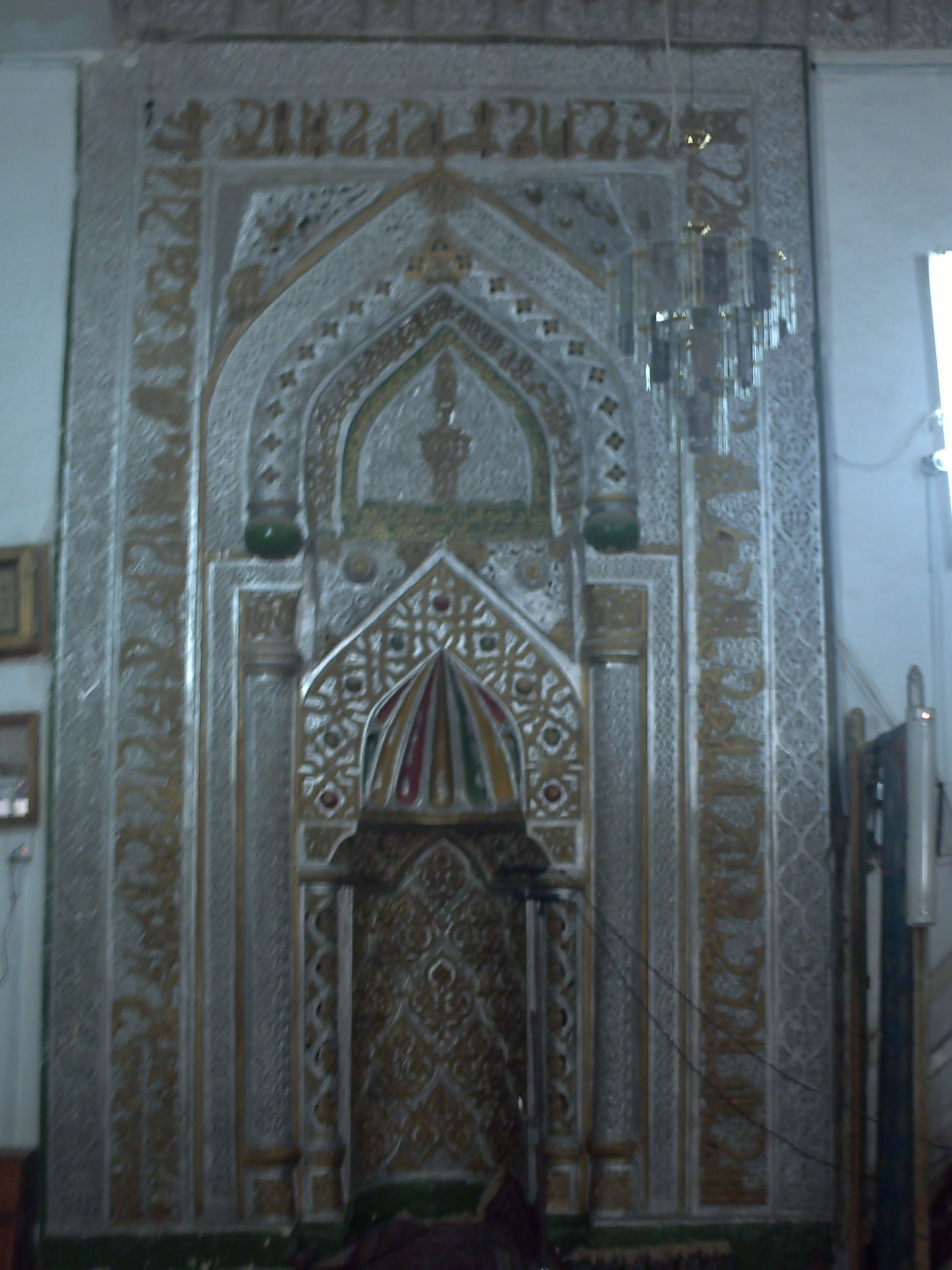
Михраб мечети Арвы

Сама мечеть располагается на значительном возвышении. Это обусловлено гористой местностью города. Поэтому часть комплекса мечети, где находятся минареты  выше противоположной. У мечети 4 входа. Один из них до сих пор сохранил оригинальную деревянную дверь. Дверь декорирована изречениями из Корана и замысловатым орнаментом.
С южной стороны расположена высокая широкая лестница, ведущая на уровень мечети и окружную галерею.
Особенностью этой мечети, помимо её сложного плана, является наличие двух минаретов.  Располагаются они по внешним углам территории, предназначенной для омовения. В отличие, например, от минаретов мечети Аль-Ашрафийя в Таизе, минареты здесь разные. Хотя по форме схожи. Вероятно они были построены значительно позже. Мечети Йемена изначально были без минаретов и только начиная со средних веков стали специально достраивать минареты. Но некоторые и до сих пор имеют свою первозданную форму, как, например, Мадрасса в Рада или мечеть Аль-Аббасса в Аснафе.
Минарет, расположенный с южной стороны мечети схож по декору с минаретами старого города Санаа. База традиционной прямоугольной формы и декорирована по углам ступенчатыми аркотериями. Рисунок на стволе минарета визуально делит его на несколько секций.
Белый же минарет напоминает минареты Таиза. Декорирование кирпичом создает впечатление легкости и отчасти напоминает кружево. Слева от минарета  пристройка, в которой омывают покойников.
Бассейн для омовения находится напротив входа во внутренний открытый двор мечети. Здесь, как и во многих мечетях это не просто бассейн, а система водосборников. Он заполняется дождевой водой, иногда затапливая всю прилегающую территорию.
Во внутреннем дворе мечети находится небольшой резервуар с бассейном, в который вода сейчас поступает искусственно из цистерны.
Внутренний двор перед харамом по периметру обнесен стеной. Со стороны бассейна в стене сделано несколько широких окон. Там же находится и вход. По кругу двора идет аркада, образующая внутреннюю галерею двора. С правой стороны располагается еще одна аркада с колоннами, отличными от основной аркады. Верх аркады декорирован зубцами традиционной для Йемена формы.
При мечети есть школа, которая действовала еще с момента постройки мечети. Располагается она за харамом в отдельном помещении. Каменные выступы в стене ограждающей вход в школу - лестница. Прямоугольный выступ в стене указывает на месторасположение михраба.
Барбара Финстер в своем описании Пятничной мечети в Джибле упоминает кессоный потолок, указывая, что только несколько его фрагментов уцелели.
Комплексная реставрация мечети начата в 2000 году. По состоянию на 2007 год реставрация не была завершена и не велось никаких работ. То, что было отреставрировано, уже требовало поновления.